# 彭小枫
彭小枫（1945年2月—），河南省镇平县人，中國抗日戰爭名将、新四军第4师师长彭雪枫的遗腹子。1963年9月入哈尔滨军事工程学院学习，1965年12月加入中国共产党，1968年8月参加中国人民解放军，上将军衔。
历任排长，团、军作训参谋，警备区副政治委员，师政治部主任，师政治委员，中国人民解放军第40集团军政治部主任、副政治委员、政治委员，中国人民解放军第二炮兵政治委员，中共第十七屆中央委員。1997年晋升为少将军衔，2001年晋升为中将军衔，2006年6月24日晋升为上将军衔。

## 履历
- 2001年7月任兰州军区副政委。
- 2002年1月任国防大学副政委兼纪委书记。
- 2003年12月任第二炮兵政治委员。
- 2010年2月任第十一届全国人民代表大会财政经济委员会副主任委员。